# Корисна модель

Кор́исна моде́ль — нове технічне рішення, що не випливає із наявного рівня техніки і промислово придатне; вислід інтелектуальної діяльності людини в будь-якій сфері технології.

## Загальна характеристика
Об'єктом корисної моделі може бути конструктивне виконання пристрою, що має характеризуватися явно вираженими просторовими формами. Така форма має характеризуватися не лише наявністю елементів і зв'язків між ними, але й формою виконання самих елементів, їх певним взаємним розташуванням. Якщо винахід містить сутність заявленої пропозиції, то корисна модель — викладення цієї сутності у просторі. Якщо порівняти корисну модель з промисловим зразком, то можна відзначити, що промисловий зразок — це зовнішній вигляд (форма, конфігурація, колір) промислового виробу (пристрою). Корисна модель — це внутрішнє улаштування виробу: розташування елементів, з яких складається сам пристрій, та зв'язки між ними. Так, наприклад, двигуни внутрішнього згорання можуть бути багатьох різноманітних форм, але за своєю сутністю вони однакові, а їх внутрішня побудова і є корисною моделлю.
Фактично корисні моделі є підвидом винаходів у праві інтелектуальної власності, однак на відміну від останніх, вони мають коротший термін захисту (10 років в Україні, від 6 до 10 років у інших країнах) та менш жорсткі умови патентоздатності. Корисна модель вважається патентоздатною, якщо вона є новою та придатною до промислового використання.

## В окремих країнах

### В Україні

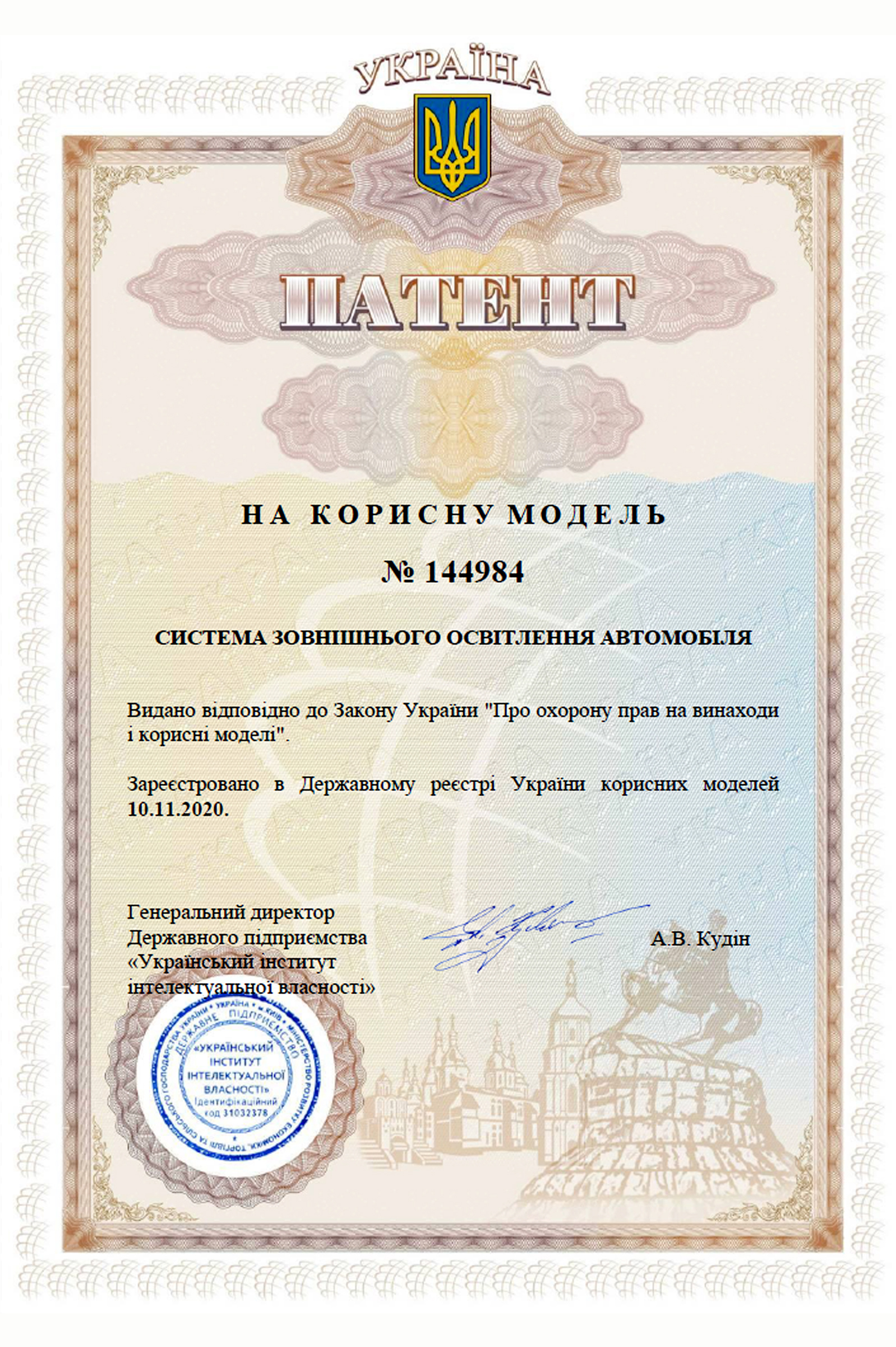
Патент України, про модернізацію автомобільних денних ходових вогнів на корисну модель 2020 рік

#### Державна таємниця
Корисна модель, що становить державну таємницю — це корисна модель, відомості якої складають державну таємницю, відповідно до 6 статті Закону України «Про державну таємницю».
Ступінь секретності пропонує сам заявник, виходячи з вимог законодавства та відомчих інструкцій. Проте в ряді випадків запропонувати заявникові вжити заходів із забезпечення секретності заявки може й патентне відомство за своєю ініціативою. Рішення про зарахування корисної моделі до державної таємниці приймає державний експерт з питань таємниць.